# جيمس فرانكلين (صحفي)
جيمس فرانكلين (بالإنجليزية: James Franklin)‏ هو صحفي أمريكي، ولد في 4 فبراير 1697 في بوسطن في الولايات المتحدة، وتوفي في 4 فبراير 1735 في نيوبورت في الولايات المتحدة.

## وصلات خارجية
- جيمس فرانكلين على موقع الموسوعة البريطانية (الإنجليزية)